# John Hanzén
John Hanzén, född 25 september 1873 i Åmåls landsförsamling, Älvsborgs län, död 28 juli 1957 i Linköping, var en svensk tidningsman.

## Biografi
Hanzén, som var son till lantbrukare Hans Gustaf Johansson och Maria Johansson, var lärare vid Klara nya elementarskola i Stockholm 1895–1897, medarbetare i Helsingborgs Dagblad 1898–1899 och 1901, i Svenska Telegrambyråns Malmöfilial 1900, redaktionssekreterare i Malmö-Tidningen 1902–1903, dess redaktör och utgivare 1903–1906, föreståndare för Svenska Dagbladets Skåneredaktion 1906–1910, redaktör för och utgivare av Östgöten 1910–1931 samt från 1933 till 1935, då tidningen övergick i andra händer och till följd av detta övergav sin liberala inriktning och blev socialdemokratisk. 
Hanzén var ordförande i Östra Sveriges Pressförening och ledamot av Publicistklubbens styrelse 1921–1931. Han var styrelseledamot i Tidnings AB Östgöten, ledamot av drätselkammaren samt andra kommunala nämnder och styrelser i Linköpings stad. Han utgav Svensk folkpensionering enligt 1913 års lag (1913, fyra upplagor).